# Blower

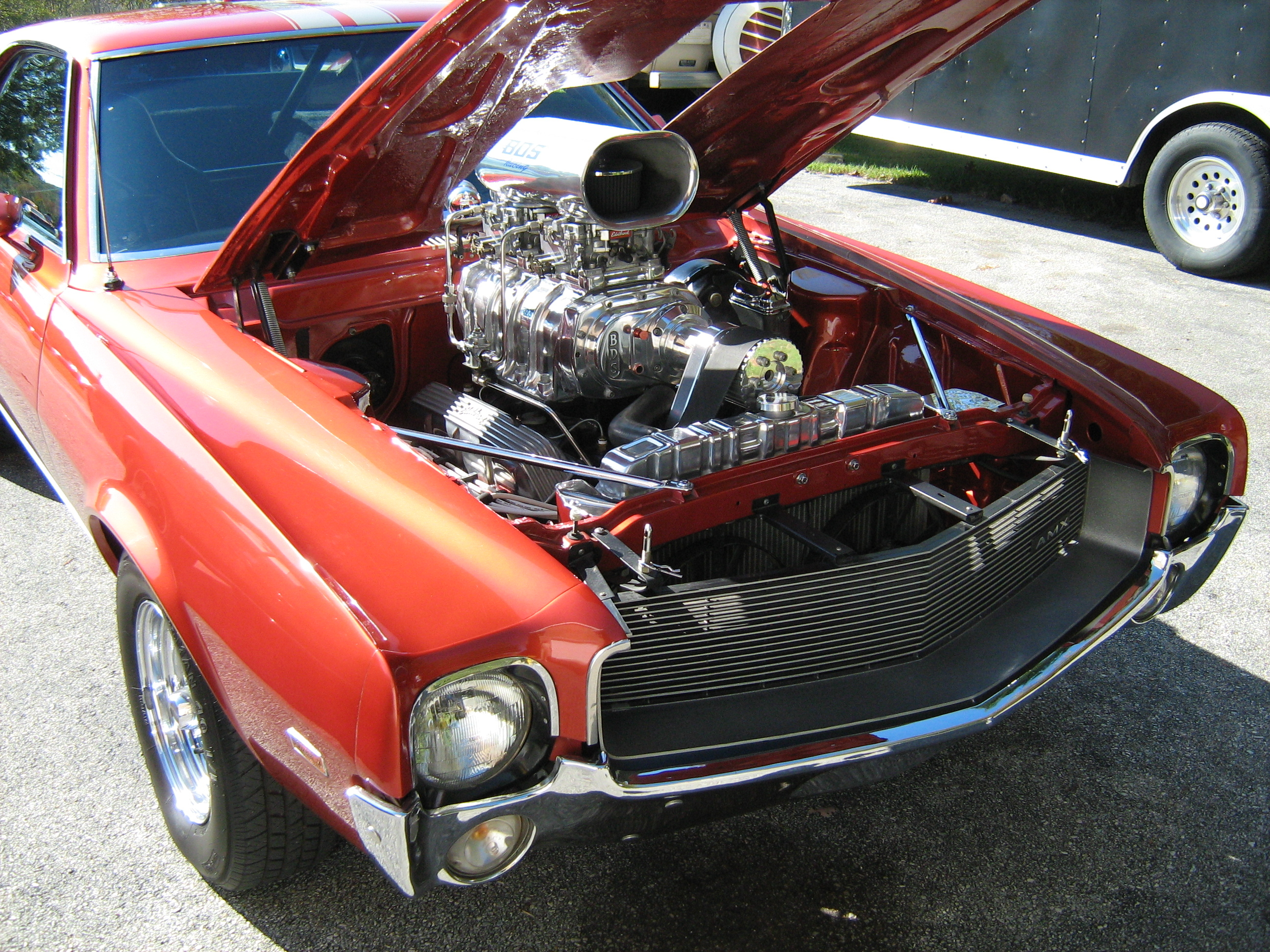
Blower op een AMC dragrace V8-motor

Blower is een aan het Engels ontleende benaming voor de mechanische luchtcompressor, de voorloper van de turbolader. In Engelstalige landen spreekt men dan echter van een supercharger.
Een blower werkt bij lage, een turbolader pas bij hogere toerentallen. Daarom worden blowers gebruikt bij dragrace en motorsprint op nitromethaan-, methanol- of benzinemotoren waar direct bij de start een hoog vermogen gevraagd wordt. 
Een blower wordt in de chemische industrie gebruikt om grote hoeveelheden lucht te leveren voor een continu verbrandingsproces. Ook worden blowers gebruikt om diverse soorten grote opblaasbare producten zoals springkussens mee op te blazen.